# Consejo Nacional de Mujeres del Uruguay
El Consejo Nacional de Mujeres del Uruguay (CONAMU) fue una organización feminista creada en 1916, asociada al Consejo Internacional de Mujeres. Fue liderada por Paulina Luisi e integrada por diversas asociaciones enfocadas en el «adelanto moral, intelectual, social y humanitario de la mujer».

## Origen
El CONAMU surgió en un contexto de reforma constitucional y una de sus primeras actividades fue exigir el derecho al sufragio femenino, que habría de aprobarse en Uruguay en 1932. Sin embargo, la mayor parte de su labor no estuvo vinculada a la agenda sufragista, sino a una variedad de actividades centradas en:   

estudiar  y  obtener  mejoras  en  todas  las  cuestiones  relativas  a  la  asistencia  de  la mujer  y  del  niño;  tutela  y  protección  de  la  infancia;  protección a  la maternidad; cuestiones  de  higiene;  obras  de  educación;  lucha  contra  el  alcoholismo;  la tuberculosis y la avariosis; lucha contra la pornografía y el juego y las mil obras que interesan directamente a la mujer y al hogar y que pueden ser campo fecundo a las actividades de nuestro sexo.

Entre 1917 y 1925 el CONAMU publicó la revista Acción Femenina, en la que difundía el pensamiento feminista e informaba a sus socias sobre las diferentes actividades realizadas.    
El Consejo contó entre sus integrantes con mujeres destacadas en la cultura y política nacional, entre ellas la médica Isabel Pinto Vidal, la abogada Clotilde Luisi, la política Fanny Carrió y la maestra Enriqueta Compte y Riqué.